# Ethan Van der Ryn
Ethan Van der Ryn (21 de octubre de 1962) es un ingeniero de sonido estadounidense. Hopkins y el estadounidense Mike Hopkins compartieron dos Óscars en el apartado de mejor edición de sonido por las películas El Señor de los Anillos: las dos torres y King Kong. Ambos fueron nominados también por su trabajo en Transformers en 2007. Más allá de los Óscars, trabajó en proyectos como Transformers: Dark of the Moon (2011), Argo (2012) y Un lugar tranquilo (A Quiet Place) (2018). 

## Premios y distinciones
Premios Óscar
| Año  | Categoría               | Película                                | Resultado |
| ---- | ----------------------- | --------------------------------------- | --------- |
| 2003 | Mejor edición de sonido | El Señor de los Anillos: las dos torres | Ganador   |
| 2006 | Mejor edición de sonido | King Kong                               | Ganador   |
| 2008 | Mejor edición de sonido | Transformers                            | Nominado  |
| 2012 | Mejor edición de sonido | Transformers: el lado oscuro de la luna | Nominado  |
| 2013 | Mejor edición de sonido | Argo                                    | Nominado  |
| 2019 | Mejor edición de sonido | A Quiet Place                           | Nominado  |